# 리우빌 정리 (복소해석학)
복소해석학에서 리우빌 정리(영어: Liouville's theorem)는 복소 평면 위의 유계 정칙 함수가 상수 함수라는 정리다.

## 정의
리우빌 정리에 따르면, 복소 평면 {\displaystyle \mathbb {C} } 위의 함수 {\displaystyle f\colon \mathbb {C} \to \mathbb {C} }에 대하여, 다음 두 조건이 서로 동치이다.
- {\displaystyle f}는 상수 함수이다.
- {\displaystyle f}는 (복소 평면 전체에서) 유계 정칙 함수이다.

## 증명
리우빌 정리는 테일러 급수 전개를 사용해 간단히 증명할 수 있다. 즉, 유계 함수의 경우, 테일러 급수의 계수가 (상수항을 제외하고) 모두 0이어야 한다는 것을 보이면 된다.
상수 함수가 유계 정칙 함수인 것은 자명하다. 반대로, 유계 정칙 함수 {\displaystyle f}가 주어졌다고 하자. 이는 테일러 급수로
{\displaystyle f(z)=\sum _{k=0}^{\infty }a_{k}z^{k}}
로 나타낼 수 있다. 그렇다면 임의의 양의 실수 {\displaystyle r\in \mathbb {R} ^{+}}에 대하여, 다음과 같은 부등식이 성립한다.
{\displaystyle |a_{k}|=\left|{\frac {1}{2\pi i}}\int _{|\zeta |=r}{\frac {f(\zeta )}{\zeta ^{k+1}}}\,d\zeta \right|\leq {\frac {1}{2\pi }}\int _{|\zeta |=r}{\frac {|f(\zeta )|}{|\zeta |^{k+1}}}\,|d\zeta |\leq {\frac {\sup _{\mathbb {C} }f}{r^{k}}}}
{\displaystyle r}는 임의의 양의 실수이므로,
{\displaystyle |a_{k}|\leq \lim _{r\rightarrow \infty }{\frac {\sup _{\mathbb {C} }f}{r^{k}}}=0\qquad (k>0)}
이다. 즉,
{\displaystyle a_{k}=0\qquad (k>0)}
이며, {\displaystyle f}는 상수 함수이다.

## 따름정리

### 대수학의 기본정리
리우빌 정리를 사용해 대수학의 기본 정리를 쉽게 증명할 수 있다. {\displaystyle p\colon \mathbb {C} \to \mathbb {C} }가 상수가 아닌 다항식이며, 근을 갖지 않는다고 하자. {\displaystyle n}차 다항식의 경우, 충분히 큰 {\displaystyle |z|}에 대하여
{\displaystyle {\frac {1}{2}}|z|^{n}<|p(z)|}
이므로,
{\displaystyle |p(z)|>|p(0)|\quad \forall |z|>r}
인 {\displaystyle r\in \mathbb {R} ^{+}}를 찾을 수 있다. {\displaystyle p}는 근을 갖지 않으므로, {\displaystyle 1/p}는 복소 평면 위의 유계 정칙 함수이다. 따라서, 리우빌 정리에 의하여 {\displaystyle p}는 상수 함수가 되는데, 이는 가정과 모순된다.

### 극점이 없는 타원 함수의 부재
리우빌 정리에 따라서, 극점이 없는 타원 함수는 상수 함수이다. 극점이 없는, 주기가 {\displaystyle \omega _{1},\omega _{2}\in \mathbb {C} }인 타원 함수는 콤팩트 집합 {\displaystyle \{s_{1}\omega _{1}+s_{2}\omega _{2}|s_{1},s_{2}\in [0,1]\}} 위에서 최댓값을 가져 유계 함수이므로, 리우빌 정리가 적용된다.

### 상수 함수가 아닌 복소 평면 위 정칙 함수의 상은 조밀
정칙 함수 {\displaystyle f\colon \mathbb {C} \to \mathbb {C} }의 상 {\displaystyle f(\mathbb {C} )\subset \mathbb {C} }은 하나의 점만을 포함하거나, 아니면 {\displaystyle \mathbb {C} }의 조밀 집합이다. 이 역시 리우빌 정리로부터 쉽게 증명할 수 있다. 만약 정칙 함수 {\displaystyle f}에 대하여, 모든 {\displaystyle z\in \mathbb {C} }에 대하여 항상 {\displaystyle |f(z)-w_{0}|>r}라고 하자. 그렇다면
{\displaystyle z\mapsto {\frac {1}{f(z)-w_{0}}}}
는 복소 평면 위의 유계 정칙 함수이므로, {\displaystyle f}는 상수 함수이다.

## 일반화
피카르의 소정리는 서로 다른 둘 이상의 복소수를 함숫값으로 갖지 않는 모든 전해석 함수는 상수라는 내용이다. 즉 모든 복소수 {\displaystyle z}에 대해 {\displaystyle f(z)\neq a}, {\displaystyle f(z)\neq b}인 서로 다른 두 복소수 {\displaystyle a,b}가 존재하면 {\displaystyle f}는 반드시 상수이어야 한다. 이 정리는 리우빌 정리를 함의한다.

## 역사
리우빌 정리는 1844년에 오귀스탱 루이 코시가 최초로 증명하였다.
1847년에 조제프 리우빌이 극점이 없는 타원 함수가 상수 함수임을 증명하였다. 이는 오늘날 "리우빌 정리"라고 일컬어지는 결과의 따름정리다.

## 같이 보기
- 미타그레플레르 정리